# 미끄러운 비탈길 논증
미끄러운 비탈길 논증(slippery slope argument)은 논리학과 비판적 사고, 정치적 궤변등에서 사용되는 논증의 한 종류이다. 어떤 개인이나 단체가 상대적으로 매우 사소한 일을 처음으로 시작할 때 또 다른 일을 연속적으로 일으켜서 결국에는 엄청난 결과(재난이나 비상상황)를 가져올 것이라는 예측을 할 때 주로 사용한다. 이 논증의 핵심은 특정한 결정이 의도되지 않는 결과를 초래할 것이라는 예상에서 비롯된다. '낙타의 코'와 같은 용어의 의미와 같은 용례로 사용된다.

## 같이 보기
- 끓는 물 속의 개구리
- 깨진 유리창 이론
- 나비 효과
- 나치가 그들을 덮쳤을 때
- 사전예방원칙
- 눈덩이 효과
- 분열 (심리학)